# Закон Меє

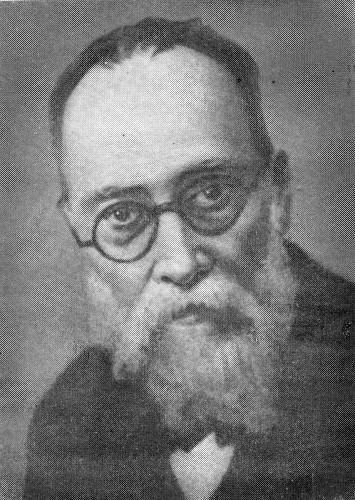
Антуан Меє

Зако́н Меє́ — фонетичний закон у праслов'янській мові, що його відкрив А. Меє. Суть закону полягає в тім, що середньопіднебінні в словах із сибілянтом не зазнавали дії сатемізації, отже, був відсутній перехід *k̂ → *s і *ĝʰ, *ĝ → *z. Залишившись середньопіднебінними, смичні приголосні наразі представлені як [k] i [g] (→ укр. [h]). Закон не діяв у балтійських мовах.
- пра-і.є. *ĝʰeh₂ns- >… прасл. *gǫsь (укр. гусь), лит. žąsìs, санскр. hamsáḥ / haṃsī, грец. χήν, лат. anser, géis, gans;
- пра-і.є. *ĝʰu̯оi- >…  прасл. *gvězda (> укр. звізда (тут мало місце пом'якшення), пол. gwiazda), лит. žvаigznė, латис. zvàigzne, прусськ. swāigstan;
- пра-і.є. *k̂оs- >… прасл. *kosa (укр. коса), санскр. śā́sti, лат. castrare, дав.-гр. κείω;
- пра-і.є. *su̯ek̂ruH >… прасл. *svekry (укр. свекруха), санскр. śvaśrū́ḥ, лат. socrus.

Винятком є корені зі сполукою *k̂s або такі, де діяв Педерсенів закон:
- пра-і.є. *k̂leus- >… прасл. *k̂lūx > *slūx (укр. слух), лит. klausà, ав. srаōšа;
- пра-і.є. *k̂r̥s-ti- >… прасл. *sьrstь- (укр. шерсть), лит. šiurkštùs.

А. Меє наводить лише один виняток із закону: пра-і.є. *suk̂- → прасл. *sъsǫ →… укр. ссу, яке він зіставляє з лат. sūgo, гот. sugan, давн.в-нім. sūgan. Як сам учений зазначає, за своїм характером це слово не може служити для встановлення фонетичних відповідностей, тобто було «дитячою лексикою». ЕСУМ виводить прасл. *sъsati як звуконаслідувальне й без [k̂]. Сучасний етимологічний словник слов'янських мов дає тільки один можливий виняток із закону Меє: пра-і.є. *k̂ṛh₂s-en- → прасл. *sьršenь →… укр. шершень. Якщо ж правило Меє діяло до Педерсенового закону, то цей приклад — справді виняток, а якщо спочатку діяв Педерсенів закон, тоді [x] не був перепоною для переходу *k̂ → *s.
З огляду на відсутність сатемізації в слові *gǫsь його нерідко подають як запозичення до праслов'янської з германських мов, ігноруючи при цьому закон Меє.